# Liste auf den Kanalinseln vorhandener Dampflokomotiven
Dies ist eine Liste erhaltener Dampflokomotiven auf dem Gebiet der Kanalinseln Jersey.

## Normalspurdampflokomotiven 1435 mm
| Foto | Nummer oder Name                                    | Bauart / Achsfolge | Hersteller     | Fabrik- nr. | Baujahr | Historie | Eigentümer / Betreiber / Strecke | Standort                             | Bemerkungen |
| ---- | --------------------------------------------------- | ------------------ | -------------- | ----------- | ------- | -------- | -------------------------------- | ------------------------------------ | ----------- |
|      | Horsely Bridge & Thomas Piggot Ltd. No. 'J.T. Daly' | B n2t              | W.G.Bagnall    | 2450        | 1931    |          |                                  | Pallot Working Steam Museum (Jersey) | [ 1 ]       |
|      | Courtaulds Ltd. No. 'Foleshill'                     | B n2t              | Peckett & Sons | 2085        | 1948    |          |                                  | Pallot Working Steam Museum (Jersey) | [ 2 ]       |
|      | Crane Ltd No. 60130 'Kestrel'                       | B n2t              | Peckett & Sons | 2129        | 1951    |          |                                  | Pallot Working Steam Museum (Jersey) | [ 3 ]       |
|      | Unknown No. 'La Meuse'                              | C n2t              | La Meuse       | 3442        | 1933    |          |                                  | Pallot Working Steam Museum (Jersey) | [ 4 ]       |